# Paulo Renato Sizino do Nascimento
Paulo Renato Sizino do Nascimento, közismertebb nevén Paulo Renato (Brazília, Fortaleza, 1983. május 11.)  profi brazil labdarúgó.

## Pályafutása
2008. augusztus 7-én kapott szerződést egy sikeres próbajáték után a magyar élvonalban szereplő Budapest Honvédtól, ahol fél évet töltött. Korábban megfordult a Copa Libertadores győztes Palmeirasban és több arab egyesületben.